# Piedade (tiểu vùng)
Piedade là một tiểu vùng thuộc bang São Paulo, Brasil. Tiều vùng này có diện tích 4173 km², dân số năm 2007 là 177524 người.